# Offer You Can't Refuse
Albums de Kool G Rap
Half a Klip
(2008) Riches, Royalty, Respect
(2011)
Offer You Can't Refuse est un EP de Kool G Rap, sorti le 2 février 2011.
Cet album est un prélude à Riches, Royalty, Respect qui sortira trois mois plus tard. Il a été auto-produit par le rappeur et diffusé gratuitement sur Internet.
Le titre est une référence à une réplique de Vito Corleone dans le film Le Parrain sorti en 1972.

## Liste des titres
| No | Titre                                                             | Contient un (des) sample(s) de           | Durée |
| -- | ----------------------------------------------------------------- | ---------------------------------------- | ----- |
| 1. | The Fix (Produit par DJ Pain)                                     | No Love in the Room de The 5th Dimension | 2:47  |
| 2. | Mugshots (Produit par Pokerbeats)                                 |                                          | 2:36  |
| 3. | America's Nightmare (featuring Havoc – Produit par The Alchemist) |                                          | 3:14  |
| 4. | Take 'Em Back (Supafly) (Produit par Blastah Beats)               | Got to Be There des Lovelites            | 3:08  |
| 5. | Baggin' in da Spot (featuring Scar Child – Produit par Leaf Dog)  |                                          | 2:56  |
| 6. | Scarface Snow                                                     |                                          | 3:18  |
| 7. | Offer You Can't Refuse (Produit par Domingo)                      |                                          | 2:13  |
| 8. | Money Talks                                                       |                                          | 3:13  |